# Еснаф
Еснаф или по-рядко руфет в Османската империя  (също еснафски съюзи, особено за периода на Възраждането, но и за по-ранни периоди или  след Освобождението) е сдружение със затворен характер на занаятчии от даден занаят в определено населено място. Подобно на гилдията в Западна Европа той има пълна вътрешна автономия. Еснафската социална йерархия се състои от чираците, калфите и майсторите. Тя е изградена в духа на патриархалните традиции, които са водещи и във вътрешните му отношения. Еснафът е най-обхватната обществена и стопанска организация на територията на Османската империя. Еснафът е подкрепян от държавата поради социални и финансови съображения, търсен от населението като професионална и социална опора и като правораздавателна институция.
Първият еснаф на Балканите и в Османската империя е учреден в Елбасан на 15 май 1658 г. Носи името „Табак“. През 1664 г. в Солун е организиран мощен еснаф (манифактурна работилница) за производство на сукно, последван от такъв и в Одрин по времето на Ахмед III. По това време, 1703 г., е създаден еснаф за коприна в Бурса. През 1720 г. и в Истанбул са създадени сукнени и копринени еснафи, а през 1725 г. и еснаф за производство на кахлени плочки. През 1744 г. в Ялова е открита еснафска работилница за производство на хартия. Огромна отрицателна роля върху възникването и развитието на еснафското производство организирано в работилници и цехове, изиграва режимът на османски капитулации от 1740 г. в полза на кралство Франция, което изцяло обсебва за 30-40 години левантийската търговия. В дългосрочен план това подтиква империята към война с Русия, завършила с катастрофата от Кючук Кайнарджа. За близо век от легитимирането си, османският еснаф търпи загуба, отразила се върху цялостното състояние на икономиката на Османската империя. 
Информация за дейността на еснафите съществува от 17 и 18 век. Османската империя признава еснафите официално през 1773 година, с ферман на султан Мустафа III. Целите на еснафите са имали чисто икономически характер, като например премахването на конкуренцията между отделните производители от един занаят или организираната защита на интересите на занаятчиите. Организирането на занаятчиите в еснафи е улеснявало и доставките на суровини или продажбата на готови продукти на едро, което от своя страна е допринасяло за конкурентоспособността на българските занаятчии на османския или европейски пазар.
Еснафите са имали следната структура: общо събрание (т.н. голяма лонджа), на което са присъствали всички членове на еснафа и където се е избирал управителният съвет (т.н. малка лонджа), ръководител (т.н. устабашия), изпълнителен ръководител (т.н. екзекутор), касиер и вътрешен съд. С нарастващото индустриализиране ролята и значението на еснафите запада.
Независимо от наличието на патриархални условности и източни нрави през 19 век, еснафът стимулира развитието на българската национална промишленост и се превръщат в първостепенен фактор на стопанското и социално развитие, макар и в условията на силно ограничен стопански либерализъм.

Във връзка със състоянието на занаятчийското производство в Скопие през 1898 година, Васил Кънчов отбелязва в следното съчиненията си:
| „ | Непременно всеки занаятчия, даже всеки бакалин, принадлежи на еснаф. Еснафските празници се почитат, еснафският печат продължава да има голямо значение не само във вътрешните чисто еснафски работи, но и във външни народни действия... Така щото еснафите продължават да имат значение не само като дружества за уредби на производството, но и важни обществени фактори... Изобщо всеки гражданин, много малко по-живичък, влиза в еснаф. Който не принадлежи на някой еснаф, брои се за прост човек. | “ |